# Rodoald de Friül
Rodoald (mort el 694) va ser el duc de Friül successor de Landari abans del 694. Les dates exactes del seu regnat no són conegudes.
En 694, va ser atacat per Ansfrid, que es va apoderar del tron, i Rodoald va fugir a Ístria, on es va embarcar a Ravenna per arribar a la cort de Cunipert a Pavia. Després de la deposició d'Anfrid, el rei va designar duc a un germà de Rodoald de nom Adó.